# Lena Bloch
Lena Bloch (* 31. Januar 1971 in Moskau) ist eine aus der Sowjetunion stammende, in den Vereinigten Staaten lebende Jazzmusikerin (Saxophon).

## Leben und Wirken
Bloch emigrierte 1989 aus der Sowjetunion zunächst nach Israel und lebte dann zwölf Jahre in den Niederlanden und in Deutschland, wo sie 1999 ein erstes Studium an der Musikhochschule Köln abschloss. Sie nahm dann am Jazz Workshop in Banff bei Joe Lovano und Kenny Werner teil. Sie zog in die Vereinigten Staaten, wo sie an der University of Massachusetts Amherst ein Aufbaustudium absolvierte; 2008 erwarb sie den Master in Komposition. Seitdem lebt sie in Brooklyn, wo sie sich in der dortigen Jazzszene betätigte.
Seit 2001 nahm sie Unterricht bei Lee Konitz; sie spielte u. a. mit den Tristano-Schülern Connie Crothers, Ted Brown, Harvey Diamond, Joe Solomon, Charles Sibirsky, außerdem mit Musikern der jüngeren Generation wie Roberta Piket, Dan Tepfer, Brad Linde und Sarah Hughes. Ferner trat sie im Programm Four Extraordinary Women in Jazz mit Connie Crothers auf und im Konzert zum 100. Geburtstag von Lester Young im Smalls Jazz Club. 2000 entstanden erste Aufnahmen mit dem Steve Reid Quartet (Live in Europe).
Zwischen 2008 und 2014 gehörte sie dem Vishnu Wood Quartet an; außerdem arbeitete sie mit Arturo O’Farrill, George Schuller, Putter Smith, Bill Wurtzel und Scott Wendholt. 2014 trat Bloch als Solistin mit dem New York Chamber Players Orchestra in einem Konzert für Altsaxophon und Orchester (komponiert von Eric Koenig) in der Merkin Concert Hall auf.
Daneben leitete Bloch ein Quartett, zu dem der Gitarrist Dave Miller, der Bassist Cameron Brown und der Schlagzeuger Billy Mintz gehörten und mit dem das Album Feathery (2014) entstand. Es erhielt positive Besprechungen u. a. in New York City Jazz Record, France Musique, Canadian Audiophile und im Music Charts Magazine. Nach Millers Weggang stieß der Pianist Russ Lossing zum Lena Bloch Quartet; 2017 erschien das Album Heart Knows (Fresh Sound Records), 2021 mit ihrer Band Feathery das Album Rose of Lifta (Fresh Sound Records). Sie unterrichtete Holzblasinstrumente und Improvisation im Rahmen von Jazz Education Network, New Music USA und Chamber Music America. 2022 legte sie das Album Feathery Quartet: Live at iBeam Brooklyn (mit Russ Lossing, Cameron Brown, Billy Mintz) vor.